# Bergisch Gladbach
Bergisch Gladbach est une ville d'Allemagne, en Rhénanie-du-Nord-Westphalie, chef-lieu de l'arrondissement de Rhin-Berg. Sa population est de 110 016 habitants.
Les villes Bergisch Gladbach, Bensberg et Schildgen ont fusionné en 1975 en prenant le nom de Bergisch Gladbach.

## Histoire
| Appartenances historiques Comté de Berg 1271-1380 Duché de Berg 1380-1806 Grand-duché de Berg 1806-1813 Royaume de Prusse (Province de Juliers-Clèves-Berg) 1816-1822 Royaume de Prusse (Province de Rhénanie) 1822-1918 Empire allemand (Province de Rhénanie) 1871-1918 République de Weimar 1918-1933 Reich allemand 1933-1945 Allemagne occupée 1945-1949 Allemagne 1949-présent |

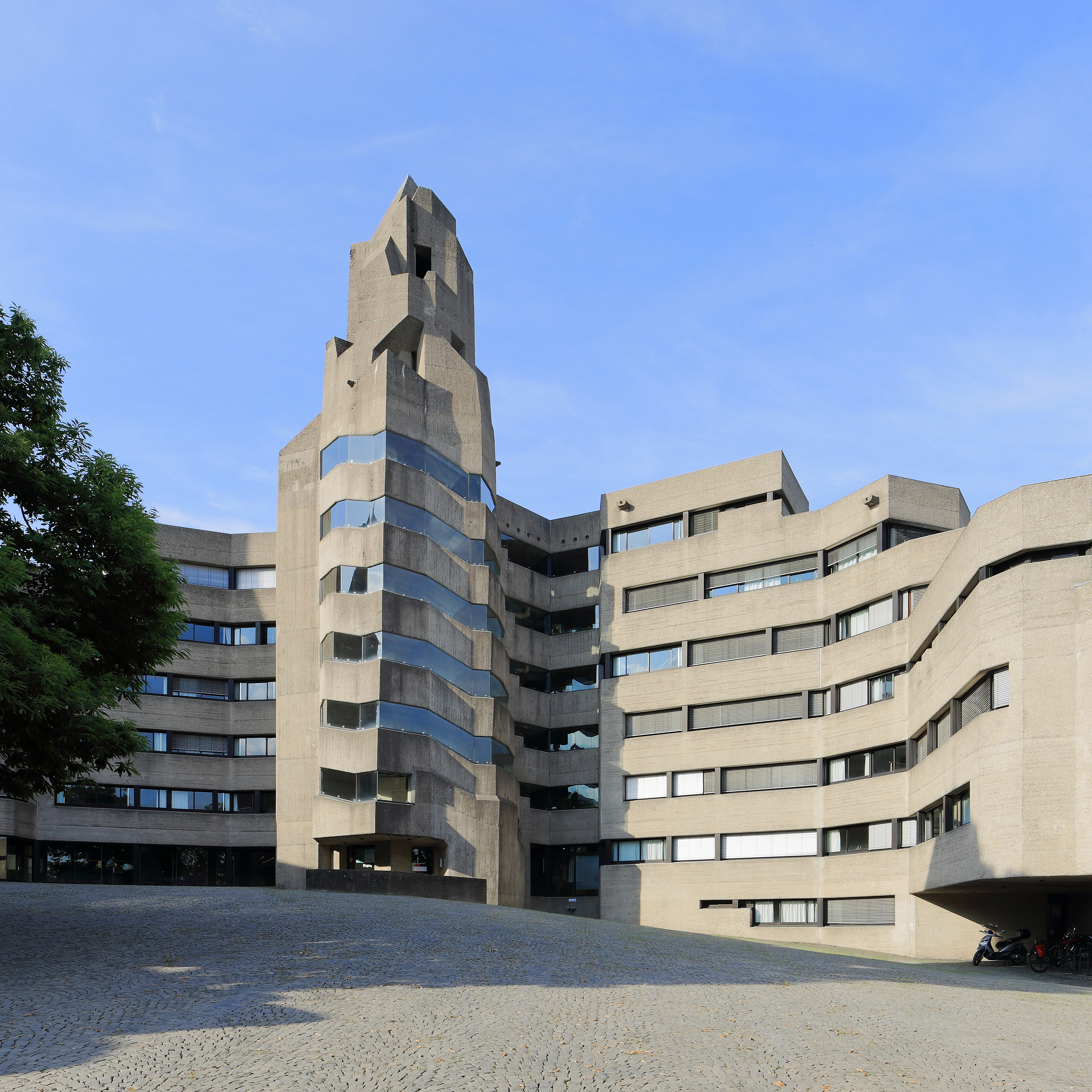
Altes Schloss Bensberg une annexe d'un chateau médiéval à Bergisch Gladbach, dans les conceptions du brutalisme, création de Gottfried Böhm. Juin 2021.

La ville apparaît dans les annales en 1271 sous le nom de Gladebag. Elle s’est développée au centre d’un groupe de maisons isolées et dépendait du comté puis du duché de Berg et était administrée par le bailli de Porz.
En 1582, des papetiers de confession réformée s'établirent à Bergisch Gladbach. Ces artisans établirent en 1589 le synode de Berg, et de 1610 à 1621, Bergisch-Gladbach et Bensberg avaient leur propre pasteur. Les fidèles de la paroisse obtinrent d'occuper l'église de Bensberg, mais en 1618, après la conversion du duc de Berg (1614), le bailli dut la restituer aux catholiques. Au cours des décennies suivantes, tout le pays se convertit au catholicisme, mais les Protestants étaient tolérés : ils formèrent jusqu'en 1638 une communauté clandestine à Bensberg avant d'être rattachés au temple de Mülheim am Rhein.

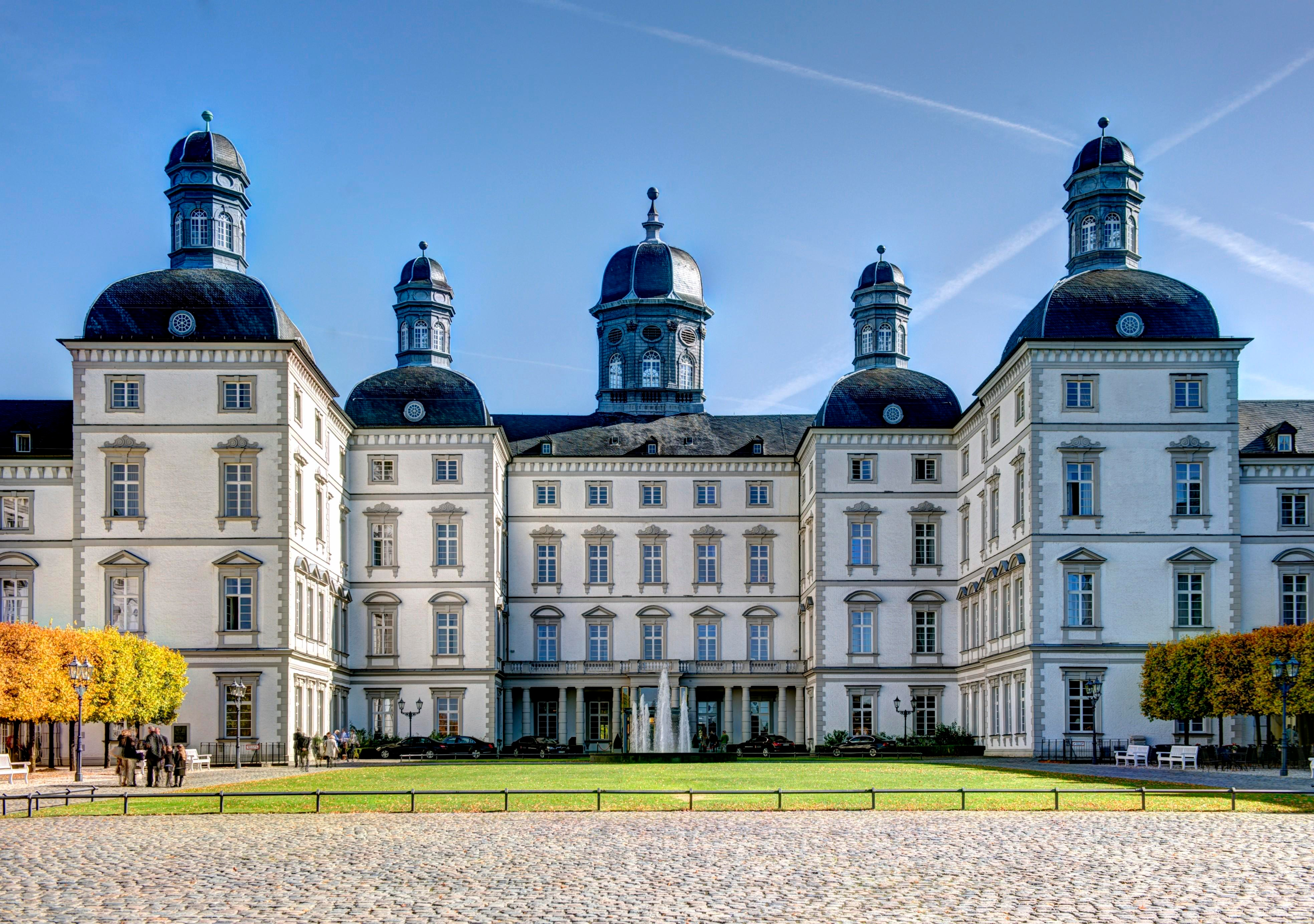
Château de Bensberg, 2012.

L'Électeur palatin Johann Wilhelm commanda au peintre italien Giovanni Antonio Pellegrini une série de quatorze tableaux célébrant sa vie et son règne, réalise entre 1713 et 1714. Cette série était destinée au palais de Bensberg. Elle est aujourd'hui au château de Schleissheim, près de Munich. Une esquisse d'un des tableaux est conservée à la National Gallery à Londres.
En 1775, le maître-papetier Heinrich Schnabel rétablit une église réformée à Bergisch Gladbach, et y fit construire un temple, l'actuelle Gnadenkirche. La congrégation dépendait du synode de Düsseldorf. Simultanément, il se développait aussi une congrégation luthérienne, qui, sur les instances du gouvernement prussien, se regroupa avec les Réformés en 1817 pour former l’Église évangélique de Gladbach.
En 1806, Gladbach fut occupée par la France, avant d’être rattachée en 1808 au Grand-duché de Berg et finalement en 1815 au Royaume de Prusse. Elle dépendit désormais de la Province de Juliers-Clèves-Berg puis, en 1822, de la Rhénanie prussienne. Elle était rattachée à l’arrondissement de Mülheim am Rhein. Ce n’est qu'en 1848 que le qualificatif de Bergisch apparaît pour la première fois sur un cachet de poste, même s’il était en usage depuis le début du XIXe siècle. En 1856, Bergisch Gladbach, qui comptait 5 000 habitants, obtint le droit de cité. La ville prit officiellement le nom de Bergisch en 1863 (essentiellement pour la distinguer d’une autre ville rhénane, München-Gladbach).
Avec le rattachement de Mülheim-am-Rhein à la métropole de Cologne en 1914, l’État libre de Prusse décida en 1932 de regrouper les territoires ruraux de l’arrondissement de Mülheim avec l’arrondissement de Wipperfürth pour former l’Arrondissement de Rhin-Berg avec pour chef-lieu Bergisch Gladbach. La ville connut d'importants bombardements au cours de la Seconde Guerre mondiale. Dans le cadre de la Réforme administrative de 1975, Bergisch Gladbach annexa la ville voisine de Bensberg avec lequel elle partageait déjà le faubourg de Schildgen. Deux ans plus tard (1977), la population dépassait le seuil des 100 000 habitants, faisant de Bergisch Gladbach une métropole régionale.

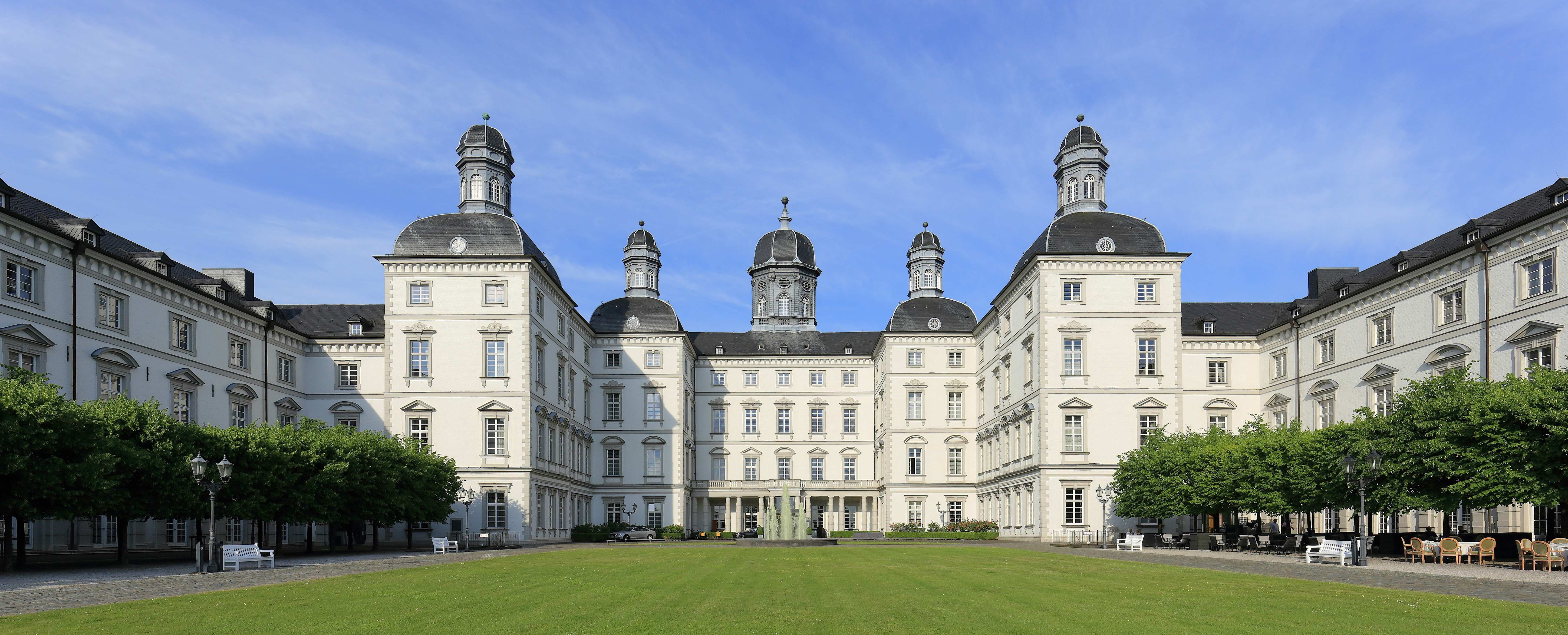
Le château de Bensberg, un ancien pavillon de chasse, aujourd'hui un hôtel, à Bergisch Gladbach en juin 2021.

## Administration
Le conseil municipal est élu tous les cinq ans au suffrage direct. L’exécutif est composé d’un maire, élu au suffrage universel direct, et de trois adjoints.
Le maire est Lutz Urbach, CDU. Il a obtenu 50,5 % des suffrages lors du scrutin, face au maire sortant Klaus Orth, SPD (38 %).
Le conseil municipal élu en août 2009 est composé de 62 sièges répartis de la façon suivante : CDU, 25 sièges ; SPD, 16 ; Verts, 8 ; FDP, 6 ; Die Linke, 2 ; deux listes locales ont obtenu 5 sièges au total.
Le conseil municipal élu en octobre 2004 était composé de 66 sièges : CDU, 24 sièges ; SPD, 18 ; Verts, 9 ; FDP, 7 ; deux listes locales ont obtenu 4 sièges chacune. Le maire était Klaus Orth, SPD; il est assisté de trois adjoints étant membres respectivement de la CDU, du SPD et du FDP.
Le conseil municipal élu en octobre 1999 était composé de 52 sièges : CDU, 28 sièges ; SPD, 14 ; Verts, 5 ; FDP, 3 ; une liste locales avait obtenu 4 sièges. La maire était Maria Theresia Opladen, CDU; les trois adjoints étant membres respectivement de la CDU, du SPD et du FDP.

### Liste des maires de Bergisch Gladbach
Pour la période comprise entre 1945 et 1974, voir également ci-dessous la liste des maires de Bensberg.
| Période     | Période                | Identité | Étiquette | Qualité |
| ----------- | ---------------------- | -------- | --------- | ------- |
|             |                        |          |           |         |
| 1945 - 1946 | Josef Geyser           |          |           |         |
| 1946 - 1950 | Franz Heider           |          |           |         |
| 1950 - 1952 | Ignaz Tenckhoff        |          |           |         |
| 1952 - 1956 | Moritz Weig            |          |           |         |
| 1956 - 1957 | Johann Mick            |          |           |         |
| 1957 - 1963 | Fritz Wachendorff      |          |           |         |
| 1963 - 1974 | Heinz Fröling          |          |           |         |
| 1975 - 1984 | Franz Karl Burgmer     |          |           |         |
| 1984 - 1989 | Franz Heinrich Krey    | CDU      |           |         |
| 1989 - 1994 | Holger Pfleger         |          |           |         |
| 1994 - 2004 | Maria Theresia Opladen | CDU      |           |         |
| 2004 - 2009 | Klaus Orth             | SPD      |           |         |
| 2009 - 2014 | Lutz Urbach            | CDU      |           |         |

### Liste des maires de Bensberg
| Période     | Période             | Identité | Étiquette | Qualité |
| ----------- | ------------------- | -------- | --------- | ------- |
|             |                     |          |           |         |
| 1945 - 1946 | Matthias Kiel       |          |           |         |
| 1946 - 1956 | Jean Werheit        |          |           |         |
| 1956 - 1974 | Ulrich Müller-Frank |          |           |         |

## Jumelages

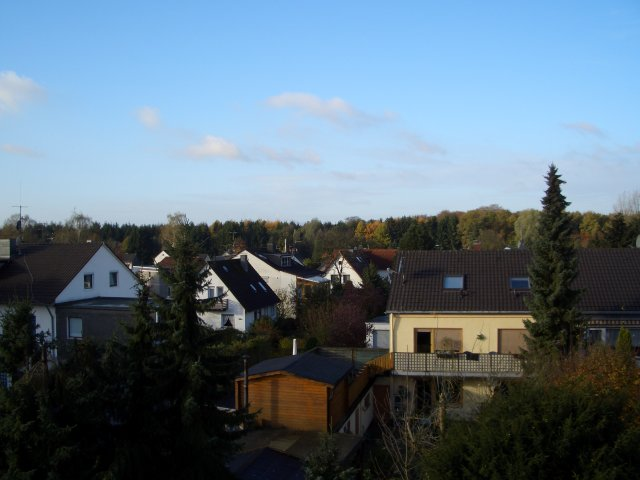
Vue de Bergisch Gladbach.

Bergisch Gladbach est jumelée depuis 1956 avec Bourgoin-Jallieu (Isère, Rhône-Alpes, France) et Bensberg l'est depuis 1960 avec Joinville-le-Pont (Val-de-Marne, Île-de-France, France) et avec Runnymede (Surrey, sud-est de l’Angleterre, Royaume-Uni). Bergisch Gladbach a poursuivi les jumelages initiés par l'ancienne municipalité de Bensberg.
- Bourgoin-Jallieu (France) depuis 1956
- Luton (Angleterre) depuis 1956
- Velsen (Pays-Bas) depuis 1956
- Joinville-le-Pont (France) depuis 1960
- Runnymede (Angleterre) depuis 1960
- Marijampolė (Lituanie) depuis 1989
- Limassol (Chypre) depuis 1991
- Pszczyna (Pologne) depuis 1993

## Personnalités nées à Bergisch Gladbach
- Mats Hummels, footballeur international allemand, ayant évolué au Borussia Dortmund, club allemand de Bundesliga, et Champion du monde 2014, né dans cette ville.
- Heidi Klum, mannequin et actrice germano-américaine, née dans cette ville en 1973.
- Günther Klum, cadre dirigeant et entrepreneur allemand, né dans cette ville.
- Tim Wiese, ancien footballeur international allemand, ayant notamment évolué au TSG 1899 Hoffenheim, club allemand de Bundesliga. Il est catcheur depuis 2016, né dans cette ville.
- Kerstin Gier, romancière, née dans cette ville en 1966
- Louis Hofmann, acteur allemand ayant notamment joué dans Dark (série télévisée).

## Anecdote
- Le genre fossile de requins Gladbachus a été nommé ainsi à partir du nom de la ville de Bergisch Gladbach, où il a été trouvé[3].